# 狹銀漢魚
狹銀漢魚（学名：Stenatherina panatela）為輻鰭魚綱銀漢魚目銀漢魚科的其中一種，分布於蘇門答臘及庫克群島北至菲律賓海域，深度1-20公尺，體長可達11公分，為熱帶海水魚，棲息在沿岸珊瑚礁、潟湖，生活習性不明。